# Colobura dircoides
Colobura dircoides är en fjärilsart som beskrevs av Jan Sepp. Colobura dircoides ingår i släktet Colobura och familjen praktfjärilar. Inga underarter finns listade i Catalogue of Life.